# بیست‌هجده
بیست‌هجده یک برنامه تلویزیونی زنده ویژه پوشش جام جهانی فوتبال ۲۰۱۸ روسیه بود. این برنامه به تهیه‌کنندگی عادل فردوسی‌پور و مجری‌گری عادل فردوسی‌پور و محمدرضا احمدی روی آنتن رفت. این برنامه پربیننده‌ترین برنامه صدا و سیما برای جام جهانی فوتبال ۲۰۱۸ بود. بیست‌هجده از ۲۱ خرداد ۱۳۹۷ شروع به کار کرد و در ۲۴ تیر ۱۳۹۷ با پایان جام جهانی فوتبال ۲۰۱۸، به کار خود پایان داد. بیست‌هجده شامل آیتم‌های مختلفی بود که در بخشی به معرفی کشورهای حاضر در این رویداد بزرگ ورزشی می‌پرداخت. تعدادی از هنرمندان و بازیگران دوبله از جمله منوچهر زنده‌دل، امیر جوشقانی و… برای نریشن و گویندگی این بخش را بر عهده داشتند. محمدحسین میثاقی گزارشگر این برنامه در روسیه بود. آهنگ تیتراژ برنامه بیست‌هجده، ساخته سیروان خسروی بود. در بیست‌هجده، ۵۶ مسابقه جام جهانی فوتبال ۲۰۱۸ پخش زنده شد.
حضور علی پروین و حشمت مهاجرانی در برنامه عادل فردوسی‌پور یکی از اتفاق‌های مهم در این برنامه بود. حشمت مهاجرانی مربی و علی پروین، کاپیتان محبوب سال‌های دور تیم ملی مهمان نخستین قسمت از ویژه برنامه «بیست‌هجده» بودند. همچنین ساموئل اتوئو از مهمانان این برنامه بود.

## پیشینه
برنامه بیست‌هجده در سال ۱۳۹۷ توسط عادل فردوسی‌پور برای پوشش جام جهانی فوتبال ۲۰۱۸ بنیان‌گذاری شد. اولین قسمت برنامهٔ بیست‌هجده در تاریخ ۲۱ خرداد ۱۳۹۷ پخش شد. ۲۴ تیر ۱۳۹۷ آخرین قسمت پخش این برنامه بود.

### روند برنامه
برنامه بیست‌هجده هر روز به پخش، پوشش، مرور و تحلیل جام جهانی فوتبال ۲۰۱۸ و رویدادهای مرتبط به آن می‌پرداخت. به‌طور معمول، این برنامه بازی‌های جام جهانی فوتبال ۲۰۱۸ را پخش می‌کرد، اخبار آن را پوشش می‌داد و به تحلیل مسائل مربوط به بازی‌ها با حضور کارشناسان و بررسی حواشی جام جهانی ۲۰۱۸ می‌پرداخت.

### بخش‌های برنامه
- پخش بازی‌ها:

در این برنامه بازی‌های جام جهانی ۲۰۱۸ پخش می‌شد.
- بخش کارشناسی:

در هر برنامه یک کارشناس دربارهٔ بازی‌ها اظهار نظر می‌کرد.
- آیتم‌ها:

هر روز در این بخش، آیتم‌هایی از تیم‌ها، بازیکنان و مربیان جام جهانی و مسائل مربوط به آن پخش می‌شد.
- میهمان:

در هر قسمت از برنامه مربیان و بازیکنان که برخی از آنان خارجی بودند به برنامه دعوت می‌شدند و دربارهٔ مسایل مختلف با مجری به گفتگو می‌نشستند.
- اخبار جام جهانی:

خلاصهٔ مهم‌ترین اخبار مربوط به جام جهانی ۲۰۱۸ در این بخش پخش می‌شد.
- مسابقه پیش‌بینی:

هر روز یک نظرسنجی به عنوان پیش‌بینی بازی‌های جام جهانی مطرح می‌شد و در آن از بینندگان خواسته می‌شد تا پاسخ را به شمارهٔ ۲۰۰۰۲۰۱۸ بفرستند یا از طریق اپلیکیشن بیست‌هجده و نیز، اپلیکیشن روبیکا در آن شرکت کنند. این بخش از برنامه با مشارکت میلیونی بینندگان همراه شد.
- آنالیز فنی :

در این بخش بازی‌های جام جهانی (از بعد فنی یا کیفیت) توسط یک تیم چند نفره آنالیز می‌شد و ماحصل آن با تصاویر مربوط به بازی و صدای عادل فردوسی‌پور پخش می‌گردید.
- مستندهای موضوعی:

در این برنامه به تناسب اتفاقات رخ داده در جام جهانی مستندهایی کوتاه و با متنی ادبی پخش می‌شد. معمولاً این مستندها علاوه بر موضوعات فوتبالی، دربرگیرنده موضوعات سیاسی، اجتماعی و فرهنگی هم می‌شدند.
- پیش‌بازی:

پیش‌بازی مسابقات: در این بخش بررسی شرایط تیم‌های برگزارکنندهٔ بازی در بازی‌های قبل، بررسی آماری همراه با نگاه تاریخی صورت می‌گرفت.

## حواشی

### عدم حضورپویولدر بیست‌هجده
در ۳۰ خرداد ۱۳۹۷، روز بازی تیم‌های ایران و اسپانیا، قرار بود کارلس پویول، کاپیتان سابق بارسلونا و اسپانیا به برنامه بیست‌هجده بیاید و با عادل فردوسی‌پور به گفتگو بنشیند. امّا از این اتفاق به دلایلی جلوگیری شد. در مورد ممنوع‌التصویر شدن پویول، حرف و حدیث‌های زیادی مطرح شد. در ابتدا گفتند چون پول نگرفته، نمی‌خواهد مقابل دوربین بنشیند. سپس اعلام شد به خاطر آن که در شرایط اقتصادی فعلی، بودجه عجیب و هنگفتی خرج حضور این بازیکن در ایران شد، مسئولان صدا و سیما جلوی حضورش در پخش زنده را گرفتند تا عادل فردوسی‌پور را ادب کنند و این مجری سرشناس، دیگر به دنبال کشاندن چهره‌های مهم فوتبال جهان با هزینه‌های هنگفت به ایران نباشد. در نهایت، بحث موهای بلند این پیشکسوت مطرح شد و عده‌ای مدعی شدند که چون موهای پویول بلند است، مدیران سازمان عریض و طویل صدا و سیما به مذاق‌شان خوش نیامد که چنین چهره‌ای وارد استودیو بیست‌هجده شود تا مبادا به الگویی برای جوانان ایرانی تبدیل شود!
در آخرین اظهار نظرها نیز شنیدیم پویول قبول نکرده‌بود با پیراهن آستین بلند به داخل استودیو رفته و تتوهایش را بپوشاند، به همین علت، مجوزی برای ورود او به برنامه بیست‌هجده صادر نشد و با اینکه حتی تا پشت صحنه برنامه هم رفت ولی گفتند حق نداری مقابل دوربین بروی. در بعضی از رسانه‌های ایران از کارلس پویول بعد از لغو برنامه تلویزیونی‌اش نقل قول شد که:
به من گفتند به خاطر مشکلات ظاهری امکان حضور در برنامه را ندارم.
عادل فردوسی‌پور در اعتراض به این تصمیم تا ساعتی قبل از شروع بازی تیم‌های ملی ایران و اسپانیا حاضر به اجرای برنامه نشد و محمدرضا احمدی ساعاتی را به تنهایی به اجرای برنامه پرداخت.